# Hannes Wolf (entrenador)
Hannes Wolf (nacido el 15 de abril de 1981 en Bochum, Alemania) es un entrenador de fútbol, actualmente dirige a la Selección Sub-19 de Alemania.

## Clubes

### Como jugador
| Club                | País     | Año       |
| ------------------- | -------- | --------- |
| TuS Iserlohn        | Alemania | 2000-2002 |
| FC Nuremberg II     | Alemania | 2002-2004 |
| Schwarz-Weiß Essen  | Alemania | 2004      |
| SG Eintracht Ergste | Alemania | 2005-2006 |
| ASC 09 Dortmund     | Alemania | 2006-2009 |

### Como entrenador
| Club                       | País     | Año       |
| -------------------------- | -------- | --------- |
| SG Eintracht Ergste        | Alemania | 2005-2006 |
| ASC 09 Dortmund            | Alemania | 2006-2009 |
| Borussia Dortmund (Sub-19) | Alemania | 2010-2011 |
| Borussia Dortmund II       | Alemania | 2011      |
| Borussia Dortmund (Sub-17) | Alemania | 2011-2015 |
| Borussia Dortmund (Sub-19) | Alemania | 2015-2016 |
| VfB Stuttgart              | Alemania | 2016-2018 |
| Hamburgo S.V.              | Alemania | 2018-2019 |
| KRC Genk                   | Bélgica  | 2019-2020 |
| Bayer 04 Leverkusen        | Alemania | 2021      |

### Estadísticas como entrenador
- Actualizado al 22 de mayo de 2021.

| Club                 | País     | Año       | PJ  | PG | PE | PP | Rendimiento |
| -------------------- | -------- | --------- | --- | -- | -- | -- | ----------- |
| Borussia Dortmund II | Alemania | 2011      | 15  | 6  | 5  | 4  | 51.11%      |
| VfB Stuttgart        | Alemania | 2016-2018 | 52  | 24 | 9  | 19 | 51.92%      |
| Hamburgo S.V.        | Alemania | 2018-2019 | 28  | 14 | 5  | 9  | 55.95%      |
| KRC Genk             | Bélgica  | 2019-2020 | 23  | 9  | 5  | 9  | 46.38%      |
| Bayer 04 Leverkusen  | Alemania | 2021      | 8   | 3  | 3  | 2  | 50%         |
| Total                | Total    | Total     | 126 | 56 | 27 | 43 | 51.58%      |